# Nagoya Oceans 2012-2013
La pagina raccoglie i dati riguardanti il Nagoya Oceans, squadra di calcio a 5 militante in F. League, nelle competizioni ufficiali della stagione 2012-2013. Dopo il terzo posto in AFC futsal championship, il Nagoya decide di far tornare in squadra Ricardinho, per provare a vincere di nuovo la coppa asiatica, decide inoltre di confermare Pedro Costa e di tesserare il thailandese Lertchai Issarasuwipakorn. Nonostante la rosa sia stata rinforzata, il Nagoya però arriva di nuovo terzo nella coppa asiatica.

## Rosa 2012-2013
| N° | Naz.                                  | Ruolo      | Sportivo                  | Anno     |  |  |
| -- | ------------------------------------- | ---------- | ------------------------- | -------- |  |  |
| 20 | Giappone (bandiera)                   | Portiere   | Ishigeru Hirohisa         | 09.05.86 |  |  |
| 1  | Giappone (bandiera)                   | Portiere   | Kawahara Hisamitsu        | 24.11.78 |  |  |
| 5  | Thailandia (bandiera)                 | Ultimo     | Lertchai Issarasuwipakorn | 02.11.82 |  |  |
| 3  | Giappone (bandiera)                   | Ultimo     | Kitahara Wataru           | 02.08.82 |  |  |
| 4  | Brasile (bandiera)                    | Ultimo     | Rafael Sakai              | 01.06.83 |  |  |
| 13 | Giappone (bandiera)                   | Laterale   | Watanabe Tomohaki         | 29.04.86 |  |  |
| 9  | Perù (bandiera) · Giappone (bandiera) | Pivot      | Kaoru Morioka             | 07.04.79 |  |  |
| 8  | Giappone (bandiera)                   | Pivot      | Rafael Henmi              | 30.07.92 |  |  |
| 7  | Portogallo (bandiera)                 | Laterale   | Ricardinho                | 03.09.85 |  |  |
| 10 | Giappone (bandiera)                   | Universale | Kogure Kenichiro          | 11.11.79 |  |  |
| 11 | Giappone (bandiera)                   | Universale | Hatakeyama Bruno Takashi  | 25.10.84 |  |  |
| 12 | Giappone (bandiera)                   | Universale | Matias Hernan             | 18.02.89 |  |  |
| 15 | Giappone (bandiera)                   | Pivot      | Maeda Yoshifumi           | 25.04.77 |  |  |
| 14 | Portogallo (bandiera)                 | Pivot      | Pedro Costa               | 18.12.78 |  |  |
| 6  | Giappone (bandiera)                   | Pivot      | Mori Shuta                | 21.10.82 |  |  |